# Caranx rhonchus
Caranx ronfleur
Espèce
Statut de conservation UICN

 LC  : Préoccupation mineure
Caranx rhonchus est une espèce de poisson marin de taille moyenne classée dans la famille des carangidés. Elle est répartie dans les eaux tropicales et tempérées de l'océan Atlantique oriental, de la Namibie au sud à l'Espagne et dans la majeure partie de la Méditerranée.

## Description
L'espèce a une forme corporelle atypique par rapport aux autres espèces du genre Caranx, et peut être distinguée de ces dernières par sa forme allongée. Il est plus difficile de distinguer l'espèce des membres des genres Decapterus et Trachurus, ce qui nécessite une analyse anatomique détaillée. Elle peut atteindre une longueur de 60 cm et un poids de 1 kg.

## Répartition

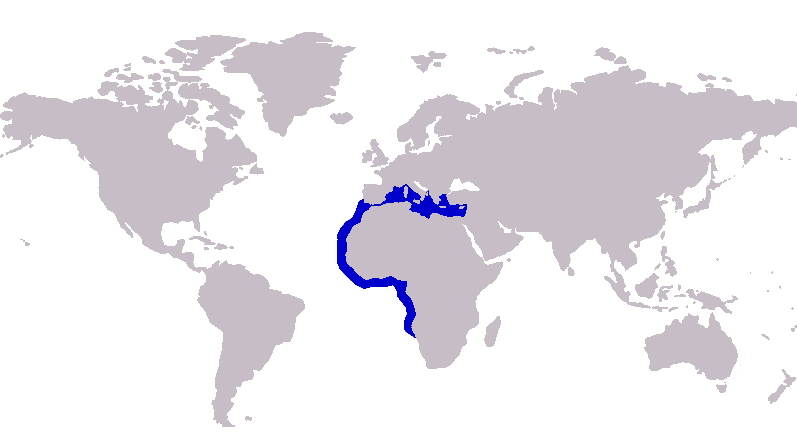
Distribution de Caranx rhonchus

Ce taxon se rencontre dans les pays suivants : Algérie, Angola, Bénin, Cameroun, Chypre, Côte d'Ivoire, Espagne, France, Gabon, Gambie, Ghana, Gibraltar, Grèce, Guinée équatoriale, Guinée-Bissau, Guinée, Israël, Italie, Liban, Liberia, Libye, Malte, Maroc, Mauritanie, Nigeria, Portugal, République arabe sahraouie démocratique, République du Congo, République démocratique du Congo, Sao Tomé-et-Principe, Sierra Leone, Syrie, Sénégal, Togo, Tunisie, Turquie, Égypte.
Les larves de cette espèce ont été recensées pour la première fois au nord-ouest de la Méditerranée au début des années 2000, montrant que cette espèce d'origine Atlantique s'implante en Méditerranée où différentes études ont mis en évidence l'augmentation de son abondance dans différentes zones,,,. L’arrivée ou l'accroissement des populations, en plus des poissons lessepsiens, d’espèces atlantiques ayant des affinités pour les eaux chaudes, comme C. rhonchus, accentue le caractère subtropical de l'ichtyofaune Méditerranéenne. Il a par ailleurs été montré que Caranx rhonchus (ainsi que Diplodus cervinus cervinus et Xyrichtys novacula) n'a été capturé que sporadiquement au cours de la seconde moitié du XXe siècle  dans le nord de la mer de Catalogne alors que dans les années 2010 elle était capable de s'y reproduire, suggérant une "méridionalisation" de cette dernière.

## Habitat
L'espèce est considérée comme benthopélagique, pouvant être associée aux dispositifs d'agrégation des poissons utilisés pour la pêche. Elle vit à la fois dans les eaux pélagiques et démersales du plateau continental, à des profondeurs allant de 15 à 200 m. Ce poisson préfère les eaux salées, claires, de température relativement froide. Les jeunes vivent à la côte, les adultes sur tout le plateau continental, ces derniers effectuant des déplacements importants le long des côtes d'Afrique de l'Ouest.
L'espèce est classée parmi les espèces « Marines occasionnelles » (Mo) dans la classification d'Albaret pour les poissons des milieux estuariens et lagunaires d'Afrique de l'Ouest et « Marine immigrant » dans celle de Whitfield.

## Biologie
Il a été mis en évidence une association entre juvéniles de C. rhonchus (entre 11,9 et 43 mm de LS) et les méduses Rhizostoma pulmo et Cotylorhiza tuberculata. Cette étude fournit la première preuve de l'association entre l'espèce thermophile C. rhonchus et les méduses au nord-ouest de la Méditerranée . L'hypothèse qui sous-tend cette association met en avant le rôle des méduses dans la protection et l'approvisionnement en nourriture pour les jeunes poissons, et en tant que "point de rencontre" pour les individus. Cette association favoriserait la survie des premiers stades de vie des poissons, augmentant ainsi leur recrutement ultérieur. Dans le cas des carangidés, l'augmentation des proliférations de méduses en Méditerranée, ainsi que d'objets flottants, pourrait également avoir contribué à leur expansion vers le nord, fournissant des conditions adéquates pour le recrutement et la survie des jeunes poissons.

## Reproduction
Elle atteint la maturité sexuelle à l'âge de 2 ans, le frai ayant lieu entre avril et juillet dans les eaux côtières peu profondes, où restent les juvéniles. Les œufs et larves peuvent cependant être en partie emportées vers le large par les courants, comme au large de la Mauritanie où elles ont été relevées parmi les espèces dominantes dans l'ichtyoplancton lors de la saison chaude (juin à novembre).
Dans le Golfe de Gabès, C. rhonchus atteint sa maturité sexuelle autour de 18 cm (LT 50% femelles = 182,09 mm et LT 50% mâles = 182,2 mm). Les cycles sexuels synchrones pour les mâles et les femelles et la période de reproduction s’étend de mars à novembre et la ponte a lieu en octobre-novembre. La maturation gonadique coïncide avec l’augmentation de la température dans le golfe de Gabès, et la ponte a lieu lors de la baisse de la température.
Le long des côtes sénégalaises, la reproduction a lieu d'avril à juillet dans les années 70. Il a été indiqué à cette période qu'il pourrait exister une seconde poussée reproductive beaucoup moins importante en  novembre-décembre (Overko, 1971). Les larves étaient présentes en abondance (jusqu'à 90% des larves de carangidés récoltées d'avril à novembre (avec un maximum très net en mai-juin) entre 1968 et 1969.

## Alimentation
Il s'agit d'un poisson prédateur, principalement piscivore mais dont le régime alimentaire se caractérise par une large gamme d'espèces. Leurs proies principales sont des petits poissons, des crustacés, dont les euphausiacés, les crevettes, et les céphalopodes, avec d'importants changements de régime alimentaire au fur et à mesure que l'espèce vieillit. Dans le Golfe de Gabès en Méditerranée centrale, l'anchois Engraulis encrasicolus était l'espèce de téléostéen la plus importante, tandis que les crustacés étaient la deuxième catégorie d'aliments la plus consommée.
Un étude réalisée au milieu des années 1970 dans la région du Cap Blanc en Mauritanie a montré que les principales proies de cette espèce étaient : 1. des Euphausiacés, 2. des Mysidacés, 3. des Isopodes, 4. des larves de Malacostracés (megalopae), 5. des larves et des juvéniles de poissons, 6. des poissons (dont Maurolicus muelleri,  et des Carangidés),  7. Branchiostoma  lanceolatum, et 8. des Tuniciers. Dans la même zone, en 2016, les proies principales étaient les bivalves (Tellina sp.), les larves de Mysidacés et surtout les poissons Engraulis encrasicolus et Trachurus trecae (et Sardinella sp. dans une moindre proportion).

## Pêche
L'espèce est d'une importance majeure pour les pêcheries dans toute son aire de répartition, mais n'a représenté que 0,94 % des prises de petits poissons pélagiques dans la région Nord-Ouest africaine en 2020.
En 2011, une campagne d'estimation des ressources halieutiques (démersales et pélagiques) de la ZEE de Guinée-Bissau, effectuée par le navire de recherche Al-Awam du 18 au 25 octobre a permis d'estimer la biomasse totale des petits pélagiques à 452 000 tonnes dont 39 000 tonnes pour Caranx rhonchus, alors que celle réalisée en 2013 par le navire Atlandida, a estimé que la biomasse des petits pélagiques était de 340 000 tonnes, dont seulement 19 000 tonnes (6%) pour C. rhonchus.

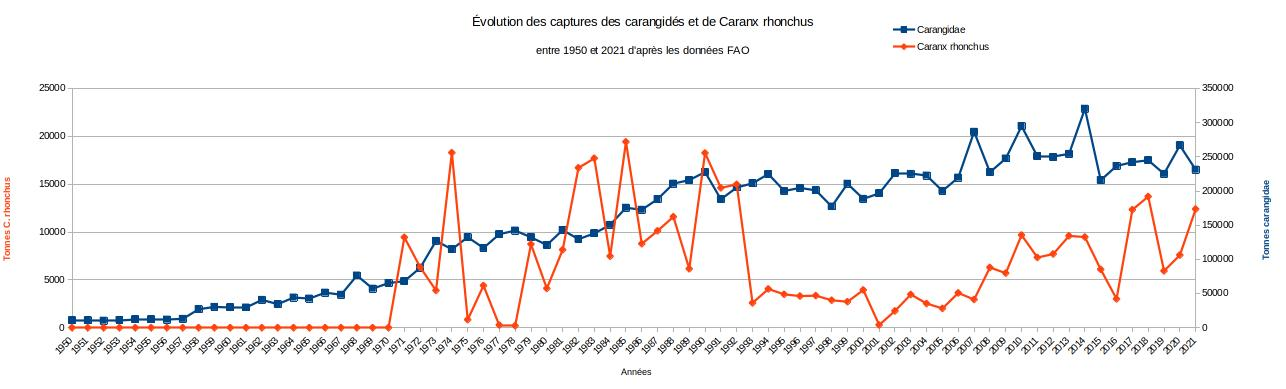
Évolution des captures des Carangidés et de C. rhonchus d'après la FAO

D'après le rapport du groupe de travail sur l’évaluation des petits pélagiques au large de l’Afrique nord-occidentale, qui s'est tenu en juin 2021, les captures de Caranx rhonchus ont augmenté de manière significative (94 %), passant de 12 000 tonnes en 2019 à 24 000 tonnes en 2020. D'après ce rapport, les niveaux de capture de 2020 correspondraient à la moyenne à long terme de l'espèce (24 000 tonnes de 1990 à 2020), et la moyenne quinquennale de l'espèce serait d'environ 15 000 tonnes. Cependant ces données semblent élevées par rapport aux données globales de la FAO indiquées dans la figure d'évolution des captures et dans le paragraphe ci-dessous.
Globalement, l'évolution des captures de l'espèce entre 1950 et 2021 d'après la FAO présente une remontée en 2020-2021 (7585-12391 t.), après une baisse en 2019 (5931 t.) (voir figure). Il faut cependant noter que la collecte et le traitement des statistiques des années 2019-2020 peuvent avoir été fortement bouleversés par la pandémie de COVID-19,. Mais la figure montre un autre creux de captures en 2016 (3003 t.).
L'espèce est capturée à l'aide de chaluts, de sennes et de filets maillants et vendue fraîche, congelée ou salée.

## Protection
C'est une espèce commune, qui a été évaluée pour la Liste rouge de l'UICN des espèces menacées en 2011 en Méditerranée et globalement en 2013. L'espèce était alors classée dans la catégorie "Préoccupation mineure" et la révision de 2016 en Atlantique centre-est a maintenu ce classement. En 2023 aucune mesure de conservation n'est mise en place pour cette espèce. Cette espèce a été trouvée dans plusieurs aires marines protégées.

## Systématique
Le nom valide complet (avec auteur) de ce taxon est Caranx rhonchus Geoffroy Saint-Hilaire, 1817.
Ce taxon porte en français les noms vernaculaires ou normalisés suivants : Carangue Jaune, Chinchard, Chinchard Jaune, Comète Coussut, Saurel.
Caranx rhonchus a pour synonymes :
- Caranx angolensis Fowler, 1919
- Caranx rhoncus Geoffroy Saint-Hilaire, 1817
- Caranx ronchus Geoffroy Saint-Hilaire, 1817
- Decapterus angolensis (Fowler, 1919)
- Decapterus rhonchus (Geoffroy Saint-Hilaire, 1817)
- Decapterus ronchus (Geoffroy Saint-Hilaire, 1817)

## Publication originale
- Geoffroy St. Hilaire, E. (1817). Poissons du Nil, de la mer Rouge et de la Méditerranée. In: Description de l'Égypte ou recueil des observations et des recherches qui ont été faites en Égypte pendant l'expedition de l'Armée française, publié par les ordres de sa Majesté-L'Empereur Napoléon le Grand. (Imprimerie Impériale). Paris. Histoire Naturelle. v. 1 (part 1). Pls. 18-27[lire en ligne].

## Étymologie
Caranx : Lacepède dit qu'il est dérivé de kara, tête, « à cause de l'espèce de proéminence que leur tête présente, de la force de cette partie, de l'éclat avec lequel elle brille, et, de plus, pour annoncer l'espèce de puissance et de domination que beaucoup d'arêtes de cette espèce exercent sur beaucoup de poissons qui fréquentent les rivages », tandis que Jordan & Evermann affirment que ce nom vient du français carangue (utilisé pour des poissons apparentés dans les Caraïbes), une corruption d'acarauna en portugais.
Rhonchus : Ronfleur ou croqueur, de chakhoura (= ronfleur), nom arabe de cette espèce le long de la Méditerranée en Égypte, allusion non expliquée, peut-être au bruit qu'elle fait lorsqu'elle est tirée de l'eau.